# Зелені інформаційні технології
Зеле́ні інформаці́йні техноло́гії або Зеле́ні ІТ — комплекс підходів, які стосуються безпечних для довкілля технологій обчислень та інформаційні технології. Це наука і практика проектування, виготовлення, використання та утилізації комп'ютерів, серверів та їх підсистем, таких як монітори, принтери, пристрої зберігання даних, мереж і систем зв'язку — ефективно і з мінімальним або нульовим впливом на довкілля.

## Походження
Концепція зелених ІТ виникла в 1992 році, коли Агентство з охорони навколишнього середовища США запустило Energy Star, програму добровільного маркування, яка допомагає організаціям заощаджувати гроші та зменшувати викиди парникових газів, визначаючи продукти, які пропонують найвищу енергоефективність. Інші компоненти зелених ІТ включають редизайн центрів обробки даних і зростаючу популярність віртуалізації, зелених мереж і хмарних обчислень.

## Норми та галузеві ініціативи
Організація економічного співробітництва та розвитку (ОЕСР) опублікувала опитування, понад 90 урядових та промислових ініціатив щодо «зелених ІКТ», тобто інформаційних та комунікаційних технологій, навколишнього середовища та зміни клімату. У звіті робиться висновок, що ініціативи, як правило, зосереджуються на самих екологічних ІКТ, а не на їх фактичній реалізації для подолання глобального потепління та погіршення стану навколишнього середовища. Загалом, лише 20% ініціатив мають вимірювані цілі, при цьому державні програми, як правило, включають цілі частіше, ніж бізнес-асоціації.

### Уряд
Багато урядових установ продовжують впроваджувати стандарти та правила, які заохочують екологічні обчислення. Програма Energy Star була переглянута в жовтні 2006 року, щоб включити суворіші вимоги до ефективності комп'ютерного обладнання, а також багаторівневу систему рейтингу для затверджених продуктів.
До 2008 року 26 штатів США створили в штаті програми перероблювання застарілих комп’ютерів та побутової електроніки. Статути або встановлюють «комісію за попереднє відновлення» за кожну одиницю, продану в роздріб, або вимагають від виробників повернути обладнання, яке є у розпорядженні.
У 2010 році президент Обама підписав закон про відновлення та реінвестування США (ARRA). Законопроєкт виділив понад 90 мільярдів доларів для інвестування в зелені ініціативи (відновлювані джерела енергії, розумні мережі, енергоефективність тощо). У січні 2010 року Міністерство енергетики США виділило 47 мільйонів доларів з ARRA на проєкт, спрямовані на підвищення енергоефективності центри обробки даних. Проєкт передбачали дослідження для оптимізації апаратного та програмного забезпечення центрів обробки даних, покращення ланцюга живлення та технологій охолодження центрів обробки даних.

### Промисловість
- Climate Savers Computing Initiative (CSCI) – це спроба зменшити споживання електроенергії ПК в активному та неактивному станах. CSCI надає каталог екологічно чистих продуктів від організацій-членів, а також інформацію про зниження енергоспоживання ПК. Його було розпочато 12 червня 2007 року. Назва походить від програми Climate Savers Всесвітнього фонду дикої природи, яка була започаткована у 1999 році. WWF також є членом Computing Initiative.
- Green Electronics Council пропонує інструмент екологічної оцінки електронних продуктів (EPEAT), щоб допомогти у покупці «екологічних» обчислювальних систем. Рада оцінює обчислювальну техніку за 51 критерієм - 23 обов'язковим і 28 необов'язковим, - які вимірюють ефективність і властивості продукту. Продукти оцінюються як золото, срібло або бронза, залежно від того, скільки додаткових критеріїв вони відповідають. 24 січня 2007 року президент Джордж Буш видав Указ № 13423, згідно з яким усі федеральні агенції США повинні використовувати EPEAT при купівлі комп’ютерних систем.
- Green Grid — це глобальний консорціум, який займається підвищенням енергоефективності в центрах обробки даних та екосистемах бізнес-комп’ютерів. Він був заснований у лютому 2007 року кількома ключовими компаніями в галузі – AMD, APC, Dell, HP, IBM, Intel, Microsoft, Rackable Systems, SprayCool (придбаний Parker у 2010 році), Sun Microsystems та VMware. З того часу, Green Grid зросла до сотень учасників, включаючи кінцевих користувачів і державні організації, які зосереджені на покращенні ефективності інфраструктури центрів обробки даних (DCIE).
- У списку Green500 суперкомп’ютери оцінюються за енергоефективністю (мегафлопс/ват), заохочуючи увагу на ефективності, а не на абсолютній продуктивності.
- Green Comm Challenge — це організація, яка сприяє розвитку технологій та практик енергоощадження в галузі інформаційно-комунікаційних технологій (ІКТ).
- Енергетична специфікація Transaction Processing Performance Council (TPC) доповнює чинні контрольні показники TPC, дозволяючи додаткові публікації показників енергії разом із результатами продуктивності.
- SPECpower — це перший стандартний тест, який вимірює споживання енергії та продуктивність для комп’ютерів серверного класу. Інші контрольні показники, які вимірюють енергоефективність, включають SPECweb, SPECvirt та VMmark.

## Підходи
Сучасні ІТ-системи покладаються на складну комбінацію людей, мереж та обладнання; як така, ініціатива зелених обчислень також повинна охоплювати всі ці сфери. Рішення також може знадобитися для розв'язання питання щодо задоволення кінцевих користувачів, реструктуризації управління, дотримання нормативних вимог та повернення інвестицій (ROI). Існують також значні фіскальні мотиви для компаній взяти під контроль власне споживання електроенергії; «З наявних інструментів керування живленням одним із найпотужніших може бути простий, зрозумілий, здоровий глузд.

### Довговічність продукту
Gartner стверджує, що на процес виробництва ПК припадає 70% природних ресурсів, які використовуються в життєвому циклі ПК. Зовсім недавно Fujitsu випустила оцінку життєвого циклу (LCA) настільного комп’ютера, яка показує, що виробництво та закінчення терміну служби припадає на більшу частину екологічного сліду цього настільного комп’ютера. Тому найбільший внесок у зелені обчислення зазвичай полягає в продовженні терміну служби обладнання. Інший звіт Gartner рекомендує «шукати довговічність продукту, включаючи можливість оновлення та модульність». Наприклад, виробництво нового ПК має набагато більший екологічний слід, ніж виробництво нового модуля RAM для оновлення що існує.

### Проєктування дата-центру
Об'єкти центрів обробки даних є великими споживачами енергії, на їх частку у 2010 році припадало від 1,1% до 1,5% загального споживання енергії у світі. За оцінками Міністерства енергетики США, центри обробки даних споживають у 100-200 разів більше енергії, ніж стандартні офісні будівлі.
Проєкт енергоефективного центру обробки даних має враховувати всі аспекти використання енергії, які входять до дата-центру: від ІТ-обладнання до обладнання HVAC (опалення, вентиляції та кондиціонування) до фактичного розташування, конфігурації та конструкції будівлі.
Міністерство енергетики США визначає п’ять основних сфер, на яких слід зосередитися на передових методах проєктування енергоефективних центрів обробки даних:
- Системи інформаційних технологій (ІТ)
- Умови навколишнього середовища
- Управління повітрям
- Системи охолодження
- Електричні системи

Додаткові можливості енергоефективного проєктування, визначені Міністерством енергетики США, включають виробництво електроенергії на місці та перероблення відпрацьованого тепла.
Енергоефективна конструкція ЦОД має допомогти краще використовувати простір ЦОД, підвищити продуктивність та ефективність. 
У 2018 році три нові патенти США використовують конструкцію установок для одночасного охолодження та виробництва електроенергії за допомогою внутрішнього та зовнішнього відпрацьованого тепла. У трьох патентах використовується конструкція силосу для стимулювання використання внутрішнього відпрацьованого тепла, в той час, як рециркуляція повітря охолоджує обчислювальні стійки силосу. Патент США 9,510,486, використовує рециркуляційне повітря для виробництва електроенергії, в той час, як дочірній патент, патент США 9,907,213, примушує рециркуляцію того ж повітря, а партнерський патент, патент США 10,020,436, використовує теплові перепади температури, що призводить до негативної ефективності використання електроенергії. Негативна ефективність використання енергії використовує екстремальні перепади температур під час роботи обчислювальних засобів, так що вони будуть працювати лише від зовнішніх джерел, крім використання енергії для обчислень.

### Оптимізація програмного забезпечення та розгортання

#### Алгоритмічна ефективність
Основна стаття: Ефективність алгоритму
Додаткова інформація: Аналіз алгоритмів
Ефективність алгоритмів впливає на кількість комп’ютерних ресурсів, необхідних для будь-якої даної обчислювальної функції, і існує багато компромісів щодо ефективності при написанні програм. Зміни алгоритму, такі як перехід від повільного (наприклад, лінійного) алгоритму пошуку на швидкий (наприклад, хешований або індексований) алгоритм пошуку, можуть зменшити використання ресурсів для даного завдання від значного до майже нульового. У 2009 році дослідження фізика з Гарварду підрахувало, що середній пошук у Google виділяє 7 грамів вуглекислого газу (CO₂). Однак Google заперечує цю цифру, стверджуючи, що типовий пошук виводить лише 0,2 грама CO₂.

#### Розподілення ресурсів
Основна стаття: Розподіл ресурсів
Алгоритми також можна використовувати для маршрутизації даних до центрів обробки даних, де електроенергія менш дорога. Дослідники з Массачусетського технологічного інституту, Університету Карнегі-Меллона та Akamai протестували алгоритм розподілу енергії, який успішно направляє трафік до місця з найнижчими витратами на електроенергію. Дослідники прогнозують до 40 відсотків економії на витратах на електроенергію, якщо буде розгорнутий запропонований ними алгоритм. Однак цей підхід фактично не зменшує кількість споживаної енергії; це знижує лише витрати компанії, яка його використовує. Однак, подібна стратегія може бути використана для спрямування руху транспорту на енергію, яка виробляється більш екологічно чистим або ефективним способом. Подібний підхід також використовувався для скорочення споживання енергії шляхом перенаправлення трафіку від центрів обробки даних у теплу погоду; це дозволяє вимикати комп’ютери, щоб уникнути використання кондиціонера. Великі серверні центри іноді розташовані там, де енергія та земля недорогі та легкодоступні. Місцева доступність відновлюваної енергії, клімат, який дозволяє використовувати зовнішнє повітря для охолодження, або розміщення їх там, де тепло, яке вони виробляють, може бути використане для інших цілей, можуть бути факторами для прийняття рішень щодо зеленого розміщення. Підходи до фактичного зниження споживання енергії мережевими пристроями за допомогою належних методів керування мережею/пристроями розглядаються в. Автори згрупували підходи за 4 основними стратегіями, а саме (i) адаптивна швидкість зв’язку (ALR), (ii) проксі-сервер інтерфейсу, (iii) інфраструктура з підтримкою енергії та (iv) додатки з максимальним рівнем енергії.

#### Віртуалізація
Основна стаття: Апаратна віртуалізація
Дивіться також: Comparison of platform virtualization software
Віртуалізація комп’ютера належить до абстракції комп’ютерних ресурсів, наприклад, процес запуску двох або більше логічних комп’ютерних систем на одному наборі фізичного обладнання. Концепція виникла з операційних систем мейнфрейма IBM у 1960-х роках, але була комерціалізована для комп’ютерів, сумісних із x86, лише в 1990-х. Завдяки віртуалізації системний адміністратор може об’єднати декілька фізичних систем у віртуальні машини в одній потужній системі, тим самим заощаджуючи ресурси, усуваючи потребу в оригінальному обладнанні та зменшуючи споживання електроенергії та охолодження. Віртуалізація може допомогти розподілити роботу так, щоб сервери були зайняті або переведені в режим сну з низьким енергоспоживанням. Кілька комерційних компаній і проєкт із відкритим кодом зараз пропонують пакети програмного забезпечення для переходу до віртуальних обчислень. Корпорація Intel і AMD також вбудували власні вдосконалення віртуалізації в набір інструкцій x86 в кожну з ліній продуктів ЦП, щоб полегшити віртуальні обчислення.
Нові віртуальні технології, такі як віртуалізація на рівні операційної системи, також можна використовувати для зниження споживання енергії. Ці технології дозволяють більш ефективно використовувати ресурси, тим самим зменшуючи споживання енергії за проєкт. Крім того, консолідація віртуалізованих технологій є ефективнішою, ніж у віртуальних машинах, тому на тій самій фізичній машині можна розгорнути більше послуг, зменшуючи кількість необхідного обладнання.

#### Термінальні сервери
Основна стаття: Термінальний сервер
Термінальні сервери також використовуються в зелених обчисленнях. При використанні системи користувачі на терміналі підключаються до центрального сервера; усі фактичні обчислення виконуються на сервері, але кінцевий користувач відчуває операційну систему на терміналі. Їх можна об’єднати з тонкими клієнтами, які використовують до 1/8 кількості енергії звичайної робочої станції, що призводить до зниження витрат на енергію та її споживання. [Потрібна цитата] Зростає використання термінальних послуг із тонкими клієнтами. для створення віртуальних лабораторій. Приклади програмного забезпечення сервера терміналів включають служби терміналів для Windows і проєкт сервера терміналів Linux (LTSP) для операційної системи Linux. Програмні клієнти віддаленого робочого столу, такі як Windows Remote Desktop і RealVNC, можуть надавати подібні функції тонкого клієнта, якщо вони працюють на низькопотужньому стандартному обладнанні, яке підключається до сервера.

### Управління живленням
Основна стаття: Power management
Розширений інтерфейс конфігурації та живлення (ACPI), відкритий галузевий стандарт, дозволяє операційній системі безпосередньо керувати аспектами енергоощадження свого базового обладнання. Це дозволяє системі автоматично вимикати такі компоненти, як монітори та жорсткі диски, після встановлених періодів бездіяльності. Крім того, система може перейти в режим глибокого сну, коли більшість компонентів (включаючи ЦП і системну оперативну пам’ять) вимкнено. ACPI є наступником попереднього стандарту Intel-Microsoft під назвою Advanced Power Management, який дозволяє BIOS комп'ютера керувати функціями керування живленням.
Деякі програми дозволяють користувачеві вручну регулювати напругу, що подається на центральний процесор, що зменшує як кількість виробленого тепла, так і споживаної електроенергії. Цей процес називається андервольтингом. Деякі процесори можуть автоматично підвищувати напругу процесора, залежно від робочого навантаження; ця технологія називається "SpeedStep" на процесорах Intel, "PowerNow!"/"Cool'n'Quiet" на чіпах AMD, LongHaul на процесорах VIA і LongRun з процесорами Transmeta.

#### Потужність дата-центру
Центри обробки даних, які критикували за їх надзвичайно високий попит на енергію, є головним центром уваги прихильників екологічних обчислень. Згідно з дослідженням Greenpeace, центри обробки даних становлять 21% електроенергії, що споживається ІТ-сектором, що становить близько 382 млрд кВт-год на рік.
Центри обробки даних можуть потенційно підвищити ефективність використання енергії та простору за допомогою таких методів, як консолідація сховища та віртуалізація. Багато організацій прагнуть усунути недостатньо використовувані сервери, що призводить до зниження споживання енергії. Федеральний уряд США встановив мінімальну ціль щодо скорочення споживання енергії центрами обробки даних на 10% до 2011 року. За допомогою самозваної технології надефективного випарного охолодження компанії Google Inc. вдалося знизити споживання енергії до 50% від середнього по галузі.

#### Підтримка операційної системи
Microsoft Windows включає обмежені функції керування живленням ПК з Windows 95. Спочатку вони передбачали режим очікування (призупинення в ОЗП) і режим низької потужності монітора. Подальші ітерації Windows додали режим глибокого сну (призупинення на диску) і підтримку стандарту ACPI. Windows 2000 була першою операційною системою на базі NT, яка включала управління живленням. Це вимагало серйозних змін в базовій архітектурі операційної системи та нової моделі драйверів обладнання. Windows 2000 також представила групову політику, технологію, яка дозволяла адміністраторам централізовано налаштовувати більшість функцій Windows. Однак керування живленням не було однією з цих функцій. Це, ймовірно, пов’язано з тим, що розробка налаштувань керування живленням покладалася на підключений набір значень двійкового реєстру для кожного користувача та для кожної машини, фактично залишаючи кожному користувачеві право налаштувати власні параметри керування живленням.
Цей підхід, який несумісний з груповою політикою Windows, був повторений у Windows XP. Причини такого дизайнерського рішення Microsoft невідомі, і воно викликало серйозну критику. Корпорація Майкрософт значно покращила це в Windows Vista, переробивши систему керування живленням, щоб дозволити базову конфігурацію за допомогою групової політики. Пропонована підтримка обмежена однією політикою для кожного комп’ютера. Останній випуск, Windows 7, зберігає ці обмеження, але включає вдосконалення для об’єднання таймера, керування живленням процесора та яскравості панелі дисплея. Найбільш істотна зміна в Windows 7 стосується користувацького досвіду. Зменшено помітність плану живлення високої продуктивності за замовчуванням, щоб спонукати користувачів до економії енергії.
Існує значний ринок програмного забезпечення керування живленням ПК сторонніх розробників, яке пропонує функції, крім тих, що є в операційній системі Windows. Більшість продуктів пропонують інтеграцію з Active Directory і налаштування для кожного користувача/машини, а більш розширені пропозиції пропонують кілька планів живлення, заплановані плани живлення, функції захисту від безсоння та звіти про енергоспоживання підприємства. Відомі постачальники включають 1E NightWatchman, Data Synergy PowerMAN (програмне забезпечення), Faronics Power Save, Verdiem SURVEYOR і EnviProt Auto Shutdown Manager.
Системи Linux почали забезпечувати оптимізоване для ноутбука керування живленням у 2005 році, а параметри керування живленням стали основними з 2009 року.

#### Блок живлення
Блоки живлення для настільних комп’ютерів загалом мають ефективність на 70–75%, а решту енергії розсіюють у вигляді тепла. Програма сертифікації під назвою 80 Plus сертифікує блоки живлення, які мають принаймні 80% ефективність; Зазвичай ці моделі є заміною старих, менш ефективних блоків живлення того ж формфактора. Станом на 20 липня 2007 року всі нові настільні блоки живлення, сертифіковані Energy Star 4.0, повинні мати принаймні 80% ККД.

#### Зберігання
Жорсткі диски меншого формфактора (наприклад, 2,5-дюймові) часто споживають менше енергії на гігабайт, ніж фізично більші диски. На відміну від жорстких дисків, твердотілові накопичувачі зберігають дані у флешпам'яті або DRAM. Без рухомих частин споживана електроенергія може дещо зменшитися для пристроїв на базі спалаху малої місткості.
Оскільки ціни на жорсткі диски впали, ферми зберігання, як правило, збільшували місткість, щоб зробити більше даних доступним в Інтернеті. Це містити архівні та резервні дані, які раніше були збережені на стрічці чи іншому автономному сховищі. Збільшення онлайн-сховища збільшило споживання енергії. Зменшення споживаної потужності великими масивами зберігання даних, водночас забезпечуючи переваги онлайн-сховища, є предметом поточних досліджень.

#### Відео Карта
Швидкий графічний процесор може бути найбільшим споживачем енергії в комп’ютері.
До варіантів енергоощадних дисплеїв належать:
- Відсутня відеокарта – використовуйте спільний термінал, спільний тонкий клієнт або програмне забезпечення для спільного використання робочого столу, якщо потрібно зображення.
- Використовуйте відеовихід материнської плати - зазвичай низька продуктивність 3D та низька потужність.
- Виберіть графічний процесор на основі низької потужності простою, середньої потужності або продуктивності на ват.

#### Дисплей
На відміну від інших технологій зображення, електронний папір не використовує жодної енергії під час відбиття зображення. Автомонітори зазвичай споживають більше енергії, ніж РК-монітори. Вони також містять значну кількість свинцю. РК-монітори зазвичай використовують люмінесцентні лампи з холодним катодом для освітлення дисплея. Деякі новіші дисплеї використовують набір світлодіодів (LED) замість люмінесцентної лампи, що зменшує кількість електроенергії, що використовується дисплеєм. Люмінесцентні підсвічування також містять ртуть, а світлодіодні — ні.
Колірна схема «світло в темряві», також називається темним режимом, — це колірна схема, яка вимагає менше енергії для відбивання на нових технологіях зображення, таких як OLED. Це позитивно впливає на термін служби акумулятора та споживання енергії. Хоча OLED споживає близько 40% енергії РК-дисплея, який показує зображення переважно чорного кольору, він може використовувати більш ніж в три рази більше енергії для показу зображення з білим фоном, наприклад, документа або вебсайту. Це може призвести до скорочення терміну служби акумулятора та споживання енергії, якщо не використовується колірна схема «світло-темне». У статті 2018 року в Popular Science говориться, що «темний режим легше для очей і акумулятора», а зображення білого кольору на повній яскравості споживає приблизно в шість разів більше енергії, ніж чистий чорний на Google Pixel, який має OLED-дисплей. У 2019 році Apple оголосила, що світлий темний режим буде доступний у всіх додатках iOS 13 й iPadOS. Також сторонні розробники зможуть реалізувати власні темні теми. Google оголосила, що офіційний темний режим з’явиться на Android з випуском Android 10.

### Переробка матеріалів
Основна стаття: Електронні відходи
Утилізація обчислювального обладнання може запобігти потраплянню шкідливих матеріалів, таких як свинець, ртуть і шестивалентний хром, а також замінити обладнання, яке в іншому випадку потрібно було б виготовити, заощаджуючи подальшу енергію та викиди. Комп'ютерні системи, які віджили свою особливу функцію, можуть бути перероблені або передані різним благодійним і некомерційним організаціям. Однак багато благодійних організацій нещодавно ввели мінімальні системні вимоги до подарованого обладнання. Крім того, деталі із застарілих систем можуть бути врятовані та перероблені через певні торгові точки та муніципальні або приватні центри перероблювання. Комп’ютерні матеріали, такі як картриджі для принтерів, папір та батареї, також можуть бути перероблені.
Недоліком багатьох із цих схем є те, що комп’ютери, зібрані за допомогою переробних накопичувачів, часто відправляються до країн, що розвиваються, де екологічні стандарти менш суворі, ніж у Північній Америці та Європі.За оцінками Коаліції з боротьби з токсичними речовинами Кремнієвої долини, 80% електронних відходів після споживання, зібраних для перероблення, відправляються за кордон до таких країн, як Китай і Пакистан.
У 2011 році рівень збору електронних відходів все ще дуже низький, навіть у найбільш екологічно відповідальних країнах, таких як Франція. У цій країні збір електронних відходів досі становить 14% річних між проданим електронним обладнанням і електронним сміттям, зібраним у 2006–2009 роках.
Перероблення старих комп’ютерів викликає важливу проблему конфіденційності. Старі пристрої зберігання все ще зберігають конфіденційну інформацію, таку як електронні листи, паролі та номери кредитних карток, яку можна відновити просто за допомогою програмного забезпечення, доступного безкоштовно в Інтернеті. Видалення файлу фактично не видаляє файл з жорсткого диска. Перш ніж переробляти комп’ютер, користувачі повинні видалити жорсткий диск або жорсткі диски, якщо їх більше одного, і фізично знищити його або зберігати в безпечному місці. Є деякі уповноважені компанії з перероблювання апаратного забезпечення, яким комп’ютер можна віддати на перероблення, і вони зазвичай підписують угоду про нерозголошення.

### Хмарні обчислення
Основна стаття: Cloud computing
Хмарні обчислення розв'язують дві основні проблеми ІКТ, пов’язані з зеленими обчисленнями – використання енергії та споживання ресурсів. Віртуалізація, динамічне середовище надання, багатоагентні, екологічні підходи до центрів обробки даних дозволяють хмарним обчисленням значно знизити викиди вуглецю та споживання енергії. Великі підприємства та малі підприємства можуть скоротити своє безпосереднє споживання енергії та викиди вуглецю до 30% і 90% відповідно, перемістивши певні локальні додатки в хмару. Одним із поширених прикладів є покупки в Інтернеті, які допомагають людям купувати продукти та послуги через Інтернет, не вимагаючи від них керувати автомобілем і витрачати паливо, щоб дістатися до фізичного магазину, що, своєю чергою, зменшує викиди парникових газів, пов’язані з подорожами.

### Граничні обчислення
Основна стаття: Кордонні обчислення
Нові технології, такі як обчислювальні роботи на краю та туману, є рішенням для зниження споживання енергії. Ці технології дозволяють перерозподіляти обчислення поблизу використання, таким чином зменшуючи витрати на електроенергію в мережі. Крім того, маючи менші центри обробки даних, енергія, що використовується для таких операцій, як охолодження та обслуговування, значно зменшується.

### Віддалена робота
Віддалена робота з використанням технологій телеконференцій і телеприсутності часто реалізується в ініціативах зелених обчислень. Переваг багато; підвищення рівня задоволеності працівників, зменшення викидів парникових газів, пов’язаних із подорожами, та збільшення прибутку в результаті зниження накладних витрат на офісні приміщення, тепло, освітлення тощо. Економія істотна; Середнє річне споживання енергії офісними будівлями в США становить понад 23 кіловат-години на квадратний фут, при цьому на тепло, кондиціонування та освітлення припадає 70% усієї споживаної енергії. Інші пов’язані з цим ініціативи, такі як Hoteling, зменшують площу на одного працівника, оскільки працівники резервують місце лише тоді, коли їм це потрібно. Багато видів роботи, такі як продажі, консультації та обслуговування на місцях, добре поєднуються з цією технікою.
Передача голосу по IP (VoIP) скорочує інфраструктуру телефонних проводів шляхом спільного використання чинної мережі Ethernet. Мобільність VoIP та внутрішніх телефонів також зробила гарячий стіл більш практичним. Wi-Fi споживає в 4-10 разів менше енергії, ніж 4G.

### Енергетичні показники пристроїв телекомунікаційної мережі
Споживання енергії інформаційно-комунікаційними технологіями (ІКТ) у США та в усьому світі оцінюється відповідно в 9,4% та 5,3% від загальної виробленої електроенергії. Споживання енергії ІКТ сьогодні є значним навіть у порівнянні з іншими галузями. Деякі дослідження намагалися визначити ключові енергетичні індекси, які дозволяють проводити відповідне порівняння між різними пристроями (елементами мережі). Цей аналіз був зосереджений на тому, як оптимізувати споживання пристроїв і мережі для телекомунікацій оператора. Мета полягала в тому, щоб забезпечити негайне сприйняття зв'язку між мережевою технологією та впливом на навколишнє середовище. Ці дослідження знаходяться на початку, і прогалина для заповнення в цьому секторі все ще величезна, і будуть необхідні подальші дослідження.

### Суперкомп'ютери
Перший список Green500 був оголошений 15 листопада 2007 року на SC|07. Як доповнення до TOP500, відкриття Green500 розпочало нову еру, коли суперкомп’ютери можна порівнювати за продуктивністю на ват. Станом на 2019 рік два японські суперкомп’ютери очолили рейтинг енергоефективності Green500 з продуктивністю понад 16 ГФЛОПС/ват, а за ними йдуть дві системи IBM AC922 з продуктивністю понад 15 ГФЛОПС/ват.

## Освіта та атестація

### Зелені обчислювальні програми
Програми для отримання ступеня та аспірантури, які забезпечують навчання з різних концентрацій інформаційних технологій разом зі стійкими стратегіями, щоб навчити студентів будувати та підтримувати системи, зменшуючи при цьому шкоду для навколишнього середовища. Австралійський національний університет (ANU) пропонує «Стійність ІКТ» як частину своїх магістерських програм з інформаційних технологій та інженерії. Університет Атабаски пропонує подібний курс «Зелені стратегії ІКТ», адаптований з нотаток курсу ANU Тома Уортінгтона. У Великій Британії Університет Лідса Беккета пропонує програму MSc Sustainable Computing у режимах повного та неповного доступу.

### Сертифікати зелених комп’ютерів
Деякі сертифікати демонструють, що особа має певні знання зелених обчислень, зокрема:
- Green Computing Initiative – GCI пропонує сертифікати сертифікованого спеціаліста з екологічних обчислень (CGCUS), сертифікованого архітектора зелених обчислень (CGCA) та сертифікованого спеціаліста з екологічних обчислень (CGCP).
- CompTIA Strata Green IT призначений для ІТ-менеджерів, щоб показати, що вони добре знають зелені ІТ-практики та методи та чому їх важливо включити в організацію.
- Сертифікат Фонду екзаменаційної ради інформаційних систем (ISEB) в галузі зелених ІТ підходить для того, щоб показати загальне розуміння та обізнаність про зелені обчислення та те, де його впровадження може бути корисним.
- Singapore Infocomm Technology Federation (SiTF) Singapore Certified Green IT Professional — це схвалений у галузі сертифікат професійного рівня, який пропонується авторизованими партнерами SiTF з навчання. Сертифікація вимагає завершення чотириденного основного курсу під керівництвом інструктора, а також одноденного факультативного курсу від авторизованого постачальника.
- Австралійське комп'ютерне товариство (ACS) ACS пропонує сертифікат на «Стратегії зелених технологій» в рамках Програми професійної освіти з комп'ютера (CPEP). Для отримання сертифіката необхідно пройти 12-тижневий курс електронного навчання, розроблений Томом Уортінгтоном, із письмовими завданнями.

### Блоги та ресурси Web 2.0
Існує багато блогів та інших створених користувачами посилань, які можна використовувати, щоб отримати більше уявлень про екологічні стратегії, технології та переваги для бізнесу. Багато студентів курсів менеджменту та інженерії допомогли підвищити рівень обізнаності про зелені обчислення.

### Рейтинги
З 2010 року Greenpeace веде список рейтингів відомих технологічних компаній у кількох країнах на основі того, наскільки чиста енергія, яку використовує ця компанія, від A (найкращий) до F (найгірший).

## ІКТ та попит на енергію
Цифровізація принесла додаткове споживання енергії; ефект збільшення енергії був більшим, ніж ефект зниження енергії. Чотири ефекти збільшення споживання енергії:
1. Прямий ефект – значне підвищення (технічної) енергоефективності в ІКТ протидіє зростанням сектору.
2. Ефективність та ефекти відскоку. Ефекти відскоку є значно високими для ІКТ, і підвищення продуктивності часто призводить до нових видів поведінки, які є більш енергомісткий.
3. Економічне зростання - Позитивний вплив цифровізації на економічне зростання. Галузеві зміни.
4. Зростання ІКТ-послуг має тенденцію не замінювати, а перевершувати наявні послуги.